# Emilio Almansi
Emilio Almansi (* 15. April 1869 in Florenz; † 10. August 1948) war ein italienischer Mathematiker.

## Werdegang
Almansi erwarb 1893 den Laurea-Abschluss als Ingenieur in Turin und 1896 den in Mathematik. Er war Assistent von Vito Volterra und habilitierte sich 1899 (libero docente) in Mechanik und mathematischer Physik. 1903 bis 1910 war er Professor an der Universität Pavia und 1912 bis 1922 Professor für Mechanik an der Universität La Sapienza. Da er sich erschöpft fühlte, trat er 1922 von seinem Lehrstuhl zurück und kehrte in seine Heimatstadt Florenz zurück, wo er bis 1937 wissenschaftlich aktiv war.
Er befasste sich mit Elastizitätstheorie, in der er als einer der Ersten in Italien nichtlineare Probleme betrachtete, mit Himmelsmechanik, Elektrostatik und mit diesen Gebieten verbundenen Fragen der Analysis. Gelegentlich wird der Euler-Almansi-Verzerrungstensor nach ihm und Leonhard Euler benannt.
1911 erhielt er den Mathematik-Preis der Accademia dei XL. Er war Mitglied der Accademia dei Lincei.